# Kurt Oppelt
Kurt Oppelt (* 18. März 1932 in Wien; † 16. September 2015 nahe Orlando, Florida, Vereinigte Staaten) war ein österreichischer Eiskunstläufer, der im Einzellauf und im Paarlauf startete.

## Leben
Oppelt begann seine Karriere zunächst als Einzelläufer. 1951 und 1952 wurde er Dritter bei den österreichischen Meisterschaften und 1953 Vizemeister. Bei den Olympischen Spielen 1952 belegte er den elften Platz. Elfter wurde er auch bei seiner einzigen Weltmeisterschaftsteilnahme im Einzellauf im Jahr darauf. Bei der Europameisterschaft 1953 musste er zurückziehen.
Im Paarlauf trat Oppelt zusammen mit Sissy Schwarz an. Sie wurden von 1952 bis 1956 österreichische Meister. 1952 hatten sie ihr internationales Debüt als Paar. Sowohl bei der Europameisterschaft wie auch der Weltmeisterschaft belegten sie den siebten Platz, die Olympischen Spiele in Oslo beendeten sie auf dem neunten Platz. Bereits im Jahr darauf gewannen sie mit Bronze bei der Europameisterschaft hinter den Briten Jennifer und John Nicks und den Ungarn Marianna und László Nagy ihre erste Medaille. Bei der Weltmeisterschaft wurden sie Sechste. 1954 wurden Oppelt und Schwarz in Bozen Vize-Europameister hinter den Schweizern Silvia und Michel Grandjean und gewannen in Oslo mit Bronze hinter den Kanadiern Frances Dafoe und Norris Bowden und den Grandjeans ihre erste Weltmeisterschaftsmedaille. 1955 nahmen sie nicht an der Europameisterschaft teil. Bei der Weltmeisterschaft unterlagen sie äußerst knapp den Kanadiern Dafoe und Bowden und wurden somit Vize-Weltmeister. Das Jahr 1956 bildete den krönenden Abschluss der Karriere des österreichischen Paares. Sie wurden in Paris Europameister, in Garmisch-Partenkirchen Weltmeister und in Cortina d’Ampezzo Olympiasieger.
Noch im Sommer 1956 wechselten beide zur Wiener Eisrevue.
Im Jahr 1961 ging Oppelt im Rahmen des Körperertüchtigungsplans von US-Präsident John F. Kennedy in die Vereinigten Staaten. Dort versuchte er u. a. körperlich beeinträchtigten Menschen dabei zu helfen, ihre Bewegungen durch das Eislaufen zu erleichtern. Genau zehn Jahre nach seiner Abreise in die Vereinigten Staaten lernte Oppelt seine spätere Frau Cathlyn kennen.
Kurt Oppelt starb am 16. September 2015 im Alter von 83 Jahren in seiner US-amerikanischen Wahlheimat.

## Ergebnisse

### Einzellauf
| Wettbewerb / Jahr               | 1951 | 1952 | 1953 |
| ------------------------------- | ---- | ---- | ---- |
| Olympische Winterspiele         |      | 11.  |      |
| Weltmeisterschaften             |      |      | 11.  |
| Europameisterschaften           |      |      | Z    |
| Österreichische Meisterschaften | 3.   | 3.   | 2.   |

- Z = Zurückgezogen

### Paarlauf
(mit Sissy Schwarz)
| Wettbewerb / Jahr               | 1952 | 1953 | 1954 | 1955 | 1956 |
| ------------------------------- | ---- | ---- | ---- | ---- | ---- |
| Olympische Winterspiele         | 9.   |      |      |      | 1.   |
| Weltmeisterschaften             | 7.   | 6.   | 3.   | 2.   | 1.   |
| Europameisterschaften           | 7.   | 3.   | 2.   |      | 1.   |
| Österreichische Meisterschaften | 1.   | 1.   | 1.   | 1.   | 1.   |

## Auszeichnungen (Auszug)
- Ende Januar 1957: Rang 2 „Sportler des Jahres 1956“ gemeinsam mit Partnerin Schwarz[6]
- 1996: Goldenes Ehrenzeichen für Verdienste um die Republik Österreich